# Into the Little Hill
Into the Little Hill est un opéra du compositeur britannique George Benjamin sur un livret du dramaturge Martin Crimp, créé en 2006 à Paris. L'histoire s'inspire de la légende allemande, Le Joueur de flûte de Hamelin, qui débarrasse Hamelin de ses rats par le jeu de sa flûte.

## Historique
Premier opéra du compositeur après vingt années de réflexion, Into the Little Hill est une commande du Festival d'automne à Paris avec la fondation Ernst von Siemens et de l'Opéra de Paris. Le livret est adapté par Martin Crimp de la fable allemande du Moyen Âge, Le Joueur de flûte de Hamelin, notamment transcrite par les frères Grimm.
Into the Little Hill est créé le 22 novembre 2006 à l'opéra Bastille au cours du Festival d'automne à Paris sous la direction de Franck Ollu avec l'Ensemble Modern et dans une mise en scène de Daniel Jeanneteau. Il est repris quelques jours plus tard au théâtre de Saint-Quentin-en-Yvelines. Il fait l'objet d'un enregistrement en 2008 par Nimbus avec la même distribution.
L'opéra est créé en Angleterre au Pacific Road Theatre de Birkenhead en mars 2008 puis joué à Londres par le Opera Group en mars 2009. Il est de nouveau produit à Paris en avril 2019 au Théâtre de l'Athénée Louis-Jouvet sous la direction d'Alphonse Cemin et mis en scène par Jacques Osinski avec Camille Merckx et Elise Chauvin,,. Il est enregistré la même année avec Hila Plitmann et Susan Bickley, dirigées par le compositeur avec le London Sinfonietta.

## Description
Into the Little Hill, sous-titré A lyric tale in two parts, est un opéra de chambre en deux parties en anglais d'une durée d'environ quarante minutes.
L'histoire suit celle de la légende originelle, qui raconte que la ville d'Hamelin, en proie à la famine et grouillant de rats, fait intervenir, par son maire, un flûtiste étranger se présentant comme dératiseur. Une fois les rats attirés hors des murs par son jeu, le maire refuse de lui payer la somme initialement convenu, ce qui déclenche une catastrophe dans la ville puisque le musicien se venge en faisant subir le même sort aux enfants et les attire en dehors.

### Rôles
Les deux rôles d'Into the Little Hill se partagent les personnages suivants avec leur tessiture associé et leur créateur :
- La Foule, l’Étranger, le Narrateur, l’Enfant du Ministre : soprano, Anu Komsi ;
- La Foule, le Narrateur, le Ministre, l’Épouse du Ministre : contralto, Hilary Summers.

### Instrumentation
L'instrumentation d'Into the Little Hill nécessite quinze instrumentistes et se compose des instruments suivants :
- Bois : 1 flûte , 2 cors de basset, 1 clarinette basse ;
- cuivres : 2 cornets, 1 trombone ;
- autres : 1 cymbalum ;
- cordes : 2 violons, 2 altos, 2 violoncelles, 1 contrebasse.